# L'Amant jaloux
Les Fausses Apparences, ou l’Amant jaloux est une comédie mêlée d'ariettes française en trois actes d'André Grétry, créée au château de Versailles le 20 novembre 1778.
Le livret est du dramaturge irlandais Thomas d'Hèle et les passages en vers écrits par F. Levasseur. Elle est inspirée de la pièce The Wonder: A Woman Keeps a Secret (1714) de Susanna Centlivre.
Il s'agit du vingt-troisième opéra de Grétry et l’un des opéras comiques les plus célèbres de son époque. La création parisienne a lieu un mois plus tard, le 23 décembre, avec vingt-quatre autres représentations, au rythme de deux à trois par semaine.
Parmi les arias les plus connues de l'opéra figurent Ô douce nuit, la sérénade pour ténor Tandis que tout sommeille (enregistrée par Roberto Alagna entre autres) et la pièce en colorature Je romps la chaîne qui m'engage. Le compositeur a admis que cette dernière aria n'avait aucune fonction dramatique mais qu'il avait voulu donner à sa soprano étoile Marie-Jeanne Trial (« la plus belle voix jamais formée par la nature ») « une occasion de briller »… Le musicologue David Charlton avance que Mozart et son librettiste Lorenzo da Ponte connaissaient l'opéra de Grétry qui les a influencés lors de la composition des Nozze di Figaro.
Le Bampton Classical Opera a interprété l'opéra en anglais en 2012. Le rôle d'Isabelle était chanté par la soprano australienne Martene Grimson.
L'opéra est également donné par le Pinchgut Opera (en) en décembre 2015 au City Recital Hall de Sydney (sorti en CD en 2017 chez Pinchgut Live).

## Rôles
| Rôle                            | Type de voix | Première distribution , 20 novembre 1778 (Chef : - )        |
| ------------------------------- | ------------ | ----------------------------------------------------------- |
| Don Alonze, l'amant de Léonore  | taille       | Jean-Baptiste Guignard, dit Clairval                        |
| Lopez, un homme d'affaires      | basse-taille | M. Nainville                                                |
| Léonore, sa fille               | soprano      | Marie-Jeanne Trial, née Milon                               |
| Florival, un officier français  | taille       | M. Jullien                                                  |
| Isabelle, la sœur de Don Alonze | soprano      | Catherine-Ursule Billion, née Bussa(rt), dite Mlle Billioni |
| Jacinte, servante de Léonore    | soprano      | Louise-Rosalie Dugazon, née Lefebvre                        |

## Argument
Lieu : Cadix en Espagne
Le riche marchand Don Lopez ne veut pas que sa fille Léonore, jeune veuve, se remarie. Elle est cependant amoureuse du maladivement jaloux Don Alonze. Isabelle, sœur d'Alonze et amie de Léonore, est poursuivie par son tuteur qui veut l'épouser. Celui-ci est chassé par l'officier français Florival et Isabelle se réfugie chez Léonore. Alonze le jaloux le prend pour un amant secret de Léonore (Isabelle porte un voile). Léonore est ennuyée de la jalousie de Don Alonze. Florival arrive chez elle à la recherche de la mystérieuse étrangère qu'il a sauvée et dont il est maintenant amoureux. La femme de ménage Jacinte lui dit que la maison appartient à Leonore et il suppose à tort qu'elle est la femme qu'il cherche. Alonze surprend Florival chanter une sérénade (Tandis que tout sommeille) à « Léonore » et s'emporte dans une nouvelle crise de jalousie. Florival et Alonze s'affrontent de nuit dans le jardin.
Ils sont tous deux soulagés de constater qu'ils ne sont pas rivaux quand Alonze reconnaît enfin sa sœur. Alonze vient de faire un héritage qui lui permet d'épouser Léonore et Florival épouse Isabelle.

## Arrangement
Datant de l'époque même de la création, une transcription pour quintette d'instruments : flûte, hautbois, violon, alto et basse est retrouvé. Le manuscrit est conservé à la Bibliotecca Estense di Modena.

## Enregistrements
- L'Amant jaloux – Mady Mesplé, Bruce Brewer, Jules Bastin, Danièle Perriers, Orchestre philharmonique de la RTB, dirigé par Edgard Doneux (1978, EMI 7243 5 75263 2 6)
- L'Amant jaloux – Magali Léger (Léonore), Claire Debono (Isabelle), Maryline Fallot (Jacinte), Frédéric Antoum (Florival), Brad Cooper (Don Alonze), Vincent Billier (Don Lopez) ; Le Cercle de l'Harmonie, dir. Jérémie Rhorer (Opéra royal de Versailles, novembre 2009, DVD WAHOO/Opéra Comique WAH001) (OCLC 706984345)
- L'Amant jaloux (arrangement pour quintette) – Notturna : Christopher Palameta, hautbois ; Mika Putterman, traverso ; Laura Andriani, violon ; Pemi Paull, alto ; Susie Napper, violoncelle ; Brice Sailly, clavecin (novembre 2019, Atma Classique) (OCLC 1348288790)

## Sources
- David Charlton, article dans The Viking Opera Guide éd. Holden (1993)
- Notes du livret de l'enregistrement EMI.
- (fr) Christopher Palameta, « L'Amant jaloux » : dans un arrangement de l’époque pour flûte, hautbois, violon, alto et basse, p. 4-5, ATMA Classique (ACD2xx), 2019 (OCLC 1348288790) .